# Mithuna
Mithuna is een geslacht van vlinders van de familie spinneruilen (Erebidae), uit de onderfamilie Arctiinae.

## Soorten
- M. arizana Wileman, 1911
- M. fuscivena Hampson, 1896
- M. parva Wileman, 1911
- M. quadriplaga Moore, 1878
- M. srtgifera Hampson, 1900